# 자부선인
자부선인(紫府仙人)은 중국 신화에 등장하는 도교의 신선이다. 대한민국의 일부 의사역사학에서는 한민족의 상고시대 학자라고 주장하기도 한다.

## 개요
중국 진나라[秦] 사람인 갈홍은 <포박자>에서 다음과 같이 기록하고 있다.
옛날에 황제(黃帝)가 동쪽의 청구(靑丘) 땅에 이르러 풍산(風山)을 지나는 자부선인을 만나 〈삼황내문〉(三皇內文)을 받았다.(昔黃帝東到靑丘 過風山 見紫府先生 受三皇內文)

한편 대한민국의 역사학계에서 위서로 판단하고 있는 《환단고기》에는 한민족의 상고시대인 배달국의 학자로 등장한다. 《환단고기》에 의거하여 일부의 재야사학자들은 자부선인이 태호복희씨와 함께 공부한 발귀리 선인(發貴理 仙人)의 후손이며, 후대의 유위자(有爲子)의 학문도 자부선인에게서 나왔다고 주장한다.

## 참고 문헌
- 한단고기, 임승국 번역, 주해, 정신세계사, 1986년